# Криниця (Молодечненський район)
Криниця (біл. вёска Крыніца) — село в складі Молодечненського району Мінської області, Білорусь. Село підпорядковане М'ясотській сільській раді, розташоване в західній частині області.